# Palmeira (La Coruña)
Palmeira (llamada oficialmente San Pedro de Palmeira) es una parroquia y un lugar español del municipio de Ribeira, en la provincia de La Coruña, Galicia.

## Entidades de población
Entidades de población que forman parte de la parroquia:
- Carballa (A Carballa)
- Carballal (O Carballal)
- Carolo
- Chacín
- Chimpín
- Cudieiros
- Figueirido
- Insuela
- Lixó (O Lixó)
- Lombas (A Lomba)
- Mondelo
- Mourelos
- Muíño Vello (O Muíño Vello)
- Palmeira
- Rosende
- Saíñas (As Saíñas)
- Sampedro (San Pedro)
- Ventín
- Almansa
- O Bacelo
- A Bouciña
- Branca
- O Brañal
- Callao
- A Cambra
- A Canle
- O Cochón
- O Cruceiro de Cruces
- O Cruceiro de Marcos
- A Lagoíña
- O Miñoteiro
- Modorróns
- A Pedriña
- O Porto
- A Revolta
- As Robaleiras
- A Rochela
- O Rueiro do Adro
- O Rueiro do Porto

## Demografía

### Parroquia
| Gráfica de evolución demográfica de Palmeira (parroquia) entre 2000 y 2019 |
|                                                                            |
| Datos según el nomenclátor publicado por el INE.                           |

### Lugar
| Gráfica de evolución demográfica de Palmeira (lugar) entre 2000 y 2019 |
|                                                                        |
| Datos según el nomenclátor publicado por el INE.                       |